# 1617
Portal Geschichte | Portal Biografien | Aktuelle Ereignisse | Jahreskalender | Tagesartikel

◄ |
16. Jahrhundert |
17. Jahrhundert
| 18. Jahrhundert | ►

◄ |
1580er |
1590er |
1600er |
1610er
| 1620er | 1630er | 1640er | ►

◄◄ |
◄ |
1613 |
1614 |
1615 |
1616 |
1617
| 1618 | 1619 | 1620 | 1621 | ► | ►►
Staatsoberhäupter  · Nekrolog   · Musikjahr
| Januar | Januar | Januar | Januar | Januar | Januar | Januar | Januar |
| Kw     | Mo     | Di     | Mi     | Do     | Fr     | Sa     | So     |
| ------ | ------ | ------ | ------ | ------ | ------ | ------ | ------ |
| 52     |        |        |        |        |        |        | 1      |
| 1      | 2      | 3      | 4      | 5      | 6      | 7      | 8      |
| 2      | 9      | 10     | 11     | 12     | 13     | 14     | 15     |
| 3      | 16     | 17     | 18     | 19     | 20     | 21     | 22     |
| 4      | 23     | 24     | 25     | 26     | 27     | 28     | 29     |
| 5      | 30     | 31     |        |        |        |        |        |

| Februar | Februar | Februar | Februar | Februar | Februar | Februar | Februar |
| Kw      | Mo      | Di      | Mi      | Do      | Fr      | Sa      | So      |
| ------- | ------- | ------- | ------- | ------- | ------- | ------- | ------- |
| 5       |         |         | 1       | 2       | 3       | 4       | 5       |
| 6       | 6       | 7       | 8       | 9       | 10      | 11      | 12      |
| 7       | 13      | 14      | 15      | 16      | 17      | 18      | 19      |
| 8       | 20      | 21      | 22      | 23      | 24      | 25      | 26      |
| 9       | 27      | 28      |         |         |         |         |         |

| März | März | März | März | März | März | März | März |
| Kw   | Mo   | Di   | Mi   | Do   | Fr   | Sa   | So   |
| ---- | ---- | ---- | ---- | ---- | ---- | ---- | ---- |
| 9    |      |      | 1    | 2    | 3    | 4    | 5    |
| 10   | 6    | 7    | 8    | 9    | 10   | 11   | 12   |
| 11   | 13   | 14   | 15   | 16   | 17   | 18   | 19   |
| 12   | 20   | 21   | 22   | 23   | 24   | 25   | 26   |
| 13   | 27   | 28   | 29   | 30   | 31   |      |      |

| April | April | April | April | April | April | April | April |
| Kw    | Mo    | Di    | Mi    | Do    | Fr    | Sa    | So    |
| ----- | ----- | ----- | ----- | ----- | ----- | ----- | ----- |
| 13    |       |       |       |       |       | 1     | 2     |
| 14    | 3     | 4     | 5     | 6     | 7     | 8     | 9     |
| 15    | 10    | 11    | 12    | 13    | 14    | 15    | 16    |
| 16    | 17    | 18    | 19    | 20    | 21    | 22    | 23    |
| 17    | 24    | 25    | 26    | 27    | 28    | 29    | 30    |

| Mai | Mai | Mai | Mai | Mai | Mai | Mai | Mai |
| Kw  | Mo  | Di  | Mi  | Do  | Fr  | Sa  | So  |
| --- | --- | --- | --- | --- | --- | --- | --- |
| 18  | 1   | 2   | 3   | 4   | 5   | 6   | 7   |
| 19  | 8   | 9   | 10  | 11  | 12  | 13  | 14  |
| 20  | 15  | 16  | 17  | 18  | 19  | 20  | 21  |
| 21  | 22  | 23  | 24  | 25  | 26  | 27  | 28  |
| 22  | 29  | 30  | 31  |     |     |     |     |

| Juni | Juni | Juni | Juni | Juni | Juni | Juni | Juni |
| Kw   | Mo   | Di   | Mi   | Do   | Fr   | Sa   | So   |
| ---- | ---- | ---- | ---- | ---- | ---- | ---- | ---- |
| 22   |      |      |      | 1    | 2    | 3    | 4    |
| 23   | 5    | 6    | 7    | 8    | 9    | 10   | 11   |
| 24   | 12   | 13   | 14   | 15   | 16   | 17   | 18   |
| 25   | 19   | 20   | 21   | 22   | 23   | 24   | 25   |
| 26   | 26   | 27   | 28   | 29   | 30   |      |      |

| Juli | Juli | Juli | Juli | Juli | Juli | Juli | Juli |
| Kw   | Mo   | Di   | Mi   | Do   | Fr   | Sa   | So   |
| ---- | ---- | ---- | ---- | ---- | ---- | ---- | ---- |
| 26   |      |      |      |      |      | 1    | 2    |
| 27   | 3    | 4    | 5    | 6    | 7    | 8    | 9    |
| 28   | 10   | 11   | 12   | 13   | 14   | 15   | 16   |
| 29   | 17   | 18   | 19   | 20   | 21   | 22   | 23   |
| 30   | 24   | 25   | 26   | 27   | 28   | 29   | 30   |
| 31   | 31   |      |      |      |      |      |      |

| August | August | August | August | August | August | August | August |
| Kw     | Mo     | Di     | Mi     | Do     | Fr     | Sa     | So     |
| ------ | ------ | ------ | ------ | ------ | ------ | ------ | ------ |
| 31     |        | 1      | 2      | 3      | 4      | 5      | 6      |
| 32     | 7      | 8      | 9      | 10     | 11     | 12     | 13     |
| 33     | 14     | 15     | 16     | 17     | 18     | 19     | 20     |
| 34     | 21     | 22     | 23     | 24     | 25     | 26     | 27     |
| 35     | 28     | 29     | 30     | 31     |        |        |        |

| September | September | September | September | September | September | September | September |
| Kw        | Mo        | Di        | Mi        | Do        | Fr        | Sa        | So        |
| --------- | --------- | --------- | --------- | --------- | --------- | --------- | --------- |
| 35        |           |           |           |           | 1         | 2         | 3         |
| 36        | 4         | 5         | 6         | 7         | 8         | 9         | 10        |
| 37        | 11        | 12        | 13        | 14        | 15        | 16        | 17        |
| 38        | 18        | 19        | 20        | 21        | 22        | 23        | 24        |
| 39        | 25        | 26        | 27        | 28        | 29        | 30        |           |

| Oktober | Oktober | Oktober | Oktober | Oktober | Oktober | Oktober | Oktober |
| Kw      | Mo      | Di      | Mi      | Do      | Fr      | Sa      | So      |
| ------- | ------- | ------- | ------- | ------- | ------- | ------- | ------- |
| 39      |         |         |         |         |         |         | 1       |
| 40      | 2       | 3       | 4       | 5       | 6       | 7       | 8       |
| 41      | 9       | 10      | 11      | 12      | 13      | 14      | 15      |
| 42      | 16      | 17      | 18      | 19      | 20      | 21      | 22      |
| 43      | 23      | 24      | 25      | 26      | 27      | 28      | 29      |
| 44      | 30      | 31      |         |         |         |         |         |

| November | November | November | November | November | November | November | November |
| Kw       | Mo       | Di       | Mi       | Do       | Fr       | Sa       | So       |
| -------- | -------- | -------- | -------- | -------- | -------- | -------- | -------- |
| 44       |          |          | 1        | 2        | 3        | 4        | 5        |
| 45       | 6        | 7        | 8        | 9        | 10       | 11       | 12       |
| 46       | 13       | 14       | 15       | 16       | 17       | 18       | 19       |
| 47       | 20       | 21       | 22       | 23       | 24       | 25       | 26       |
| 48       | 27       | 28       | 29       | 30       |          |          |          |

| Dezember | Dezember | Dezember | Dezember | Dezember | Dezember | Dezember | Dezember |
| Kw       | Mo       | Di       | Mi       | Do       | Fr       | Sa       | So       |
| -------- | -------- | -------- | -------- | -------- | -------- | -------- | -------- |
| 48       |          |          |          |          | 1        | 2        | 3        |
| 49       | 4        | 5        | 6        | 7        | 8        | 9        | 10       |
| 50       | 11       | 12       | 13       | 14       | 15       | 16       | 17       |
| 51       | 18       | 19       | 20       | 21       | 22       | 23       | 24       |
| 52       | 25       | 26       | 27       | 28       | 29       | 30       | 31       |

| Januar | Januar | Januar | Januar | Januar | Januar | Januar | Januar |
| Kw     | Mo     | Di     | Mi     | Do     | Fr     | Sa     | So     |
| ------ | ------ | ------ | ------ | ------ | ------ | ------ | ------ |
| 52     |        |        |        |        |        |        | 1      |
| 1      | 2      | 3      | 4      | 5      | 6      | 7      | 8      |
| 2      | 9      | 10     | 11     | 12     | 13     | 14     | 15     |
| 3      | 16     | 17     | 18     | 19     | 20     | 21     | 22     |
| 4      | 23     | 24     | 25     | 26     | 27     | 28     | 29     |
| 5      | 30     | 31     |        |        |        |        |        |

| Februar | Februar | Februar | Februar | Februar | Februar | Februar | Februar |
| Kw      | Mo      | Di      | Mi      | Do      | Fr      | Sa      | So      |
| ------- | ------- | ------- | ------- | ------- | ------- | ------- | ------- |
| 5       |         |         | 1       | 2       | 3       | 4       | 5       |
| 6       | 6       | 7       | 8       | 9       | 10      | 11      | 12      |
| 7       | 13      | 14      | 15      | 16      | 17      | 18      | 19      |
| 8       | 20      | 21      | 22      | 23      | 24      | 25      | 26      |
| 9       | 27      | 28      |         |         |         |         |         |

| März | März | März | März | März | März | März | März |
| Kw   | Mo   | Di   | Mi   | Do   | Fr   | Sa   | So   |
| ---- | ---- | ---- | ---- | ---- | ---- | ---- | ---- |
| 9    |      |      | 1    | 2    | 3    | 4    | 5    |
| 10   | 6    | 7    | 8    | 9    | 10   | 11   | 12   |
| 11   | 13   | 14   | 15   | 16   | 17   | 18   | 19   |
| 12   | 20   | 21   | 22   | 23   | 24   | 25   | 26   |
| 13   | 27   | 28   | 29   | 30   | 31   |      |      |

| April | April | April | April | April | April | April | April |
| Kw    | Mo    | Di    | Mi    | Do    | Fr    | Sa    | So    |
| ----- | ----- | ----- | ----- | ----- | ----- | ----- | ----- |
| 13    |       |       |       |       |       | 1     | 2     |
| 14    | 3     | 4     | 5     | 6     | 7     | 8     | 9     |
| 15    | 10    | 11    | 12    | 13    | 14    | 15    | 16    |
| 16    | 17    | 18    | 19    | 20    | 21    | 22    | 23    |
| 17    | 24    | 25    | 26    | 27    | 28    | 29    | 30    |

| Mai | Mai | Mai | Mai | Mai | Mai | Mai | Mai |
| Kw  | Mo  | Di  | Mi  | Do  | Fr  | Sa  | So  |
| --- | --- | --- | --- | --- | --- | --- | --- |
| 18  | 1   | 2   | 3   | 4   | 5   | 6   | 7   |
| 19  | 8   | 9   | 10  | 11  | 12  | 13  | 14  |
| 20  | 15  | 16  | 17  | 18  | 19  | 20  | 21  |
| 21  | 22  | 23  | 24  | 25  | 26  | 27  | 28  |
| 22  | 29  | 30  | 31  |     |     |     |     |

| Juni | Juni | Juni | Juni | Juni | Juni | Juni | Juni |
| Kw   | Mo   | Di   | Mi   | Do   | Fr   | Sa   | So   |
| ---- | ---- | ---- | ---- | ---- | ---- | ---- | ---- |
| 22   |      |      |      | 1    | 2    | 3    | 4    |
| 23   | 5    | 6    | 7    | 8    | 9    | 10   | 11   |
| 24   | 12   | 13   | 14   | 15   | 16   | 17   | 18   |
| 25   | 19   | 20   | 21   | 22   | 23   | 24   | 25   |
| 26   | 26   | 27   | 28   | 29   | 30   |      |      |

| Juli | Juli | Juli | Juli | Juli | Juli | Juli | Juli |
| Kw   | Mo   | Di   | Mi   | Do   | Fr   | Sa   | So   |
| ---- | ---- | ---- | ---- | ---- | ---- | ---- | ---- |
| 26   |      |      |      |      |      | 1    | 2    |
| 27   | 3    | 4    | 5    | 6    | 7    | 8    | 9    |
| 28   | 10   | 11   | 12   | 13   | 14   | 15   | 16   |
| 29   | 17   | 18   | 19   | 20   | 21   | 22   | 23   |
| 30   | 24   | 25   | 26   | 27   | 28   | 29   | 30   |
| 31   | 31   |      |      |      |      |      |      |

| August | August | August | August | August | August | August | August |
| Kw     | Mo     | Di     | Mi     | Do     | Fr     | Sa     | So     |
| ------ | ------ | ------ | ------ | ------ | ------ | ------ | ------ |
| 31     |        | 1      | 2      | 3      | 4      | 5      | 6      |
| 32     | 7      | 8      | 9      | 10     | 11     | 12     | 13     |
| 33     | 14     | 15     | 16     | 17     | 18     | 19     | 20     |
| 34     | 21     | 22     | 23     | 24     | 25     | 26     | 27     |
| 35     | 28     | 29     | 30     | 31     |        |        |        |

| September | September | September | September | September | September | September | September |
| Kw        | Mo        | Di        | Mi        | Do        | Fr        | Sa        | So        |
| --------- | --------- | --------- | --------- | --------- | --------- | --------- | --------- |
| 35        |           |           |           |           | 1         | 2         | 3         |
| 36        | 4         | 5         | 6         | 7         | 8         | 9         | 10        |
| 37        | 11        | 12        | 13        | 14        | 15        | 16        | 17        |
| 38        | 18        | 19        | 20        | 21        | 22        | 23        | 24        |
| 39        | 25        | 26        | 27        | 28        | 29        | 30        |           |

| Oktober | Oktober | Oktober | Oktober | Oktober | Oktober | Oktober | Oktober |
| Kw      | Mo      | Di      | Mi      | Do      | Fr      | Sa      | So      |
| ------- | ------- | ------- | ------- | ------- | ------- | ------- | ------- |
| 39      |         |         |         |         |         |         | 1       |
| 40      | 2       | 3       | 4       | 5       | 6       | 7       | 8       |
| 41      | 9       | 10      | 11      | 12      | 13      | 14      | 15      |
| 42      | 16      | 17      | 18      | 19      | 20      | 21      | 22      |
| 43      | 23      | 24      | 25      | 26      | 27      | 28      | 29      |
| 44      | 30      | 31      |         |         |         |         |         |

| November | November | November | November | November | November | November | November |
| Kw       | Mo       | Di       | Mi       | Do       | Fr       | Sa       | So       |
| -------- | -------- | -------- | -------- | -------- | -------- | -------- | -------- |
| 44       |          |          | 1        | 2        | 3        | 4        | 5        |
| 45       | 6        | 7        | 8        | 9        | 10       | 11       | 12       |
| 46       | 13       | 14       | 15       | 16       | 17       | 18       | 19       |
| 47       | 20       | 21       | 22       | 23       | 24       | 25       | 26       |
| 48       | 27       | 28       | 29       | 30       |          |          |          |

| Dezember | Dezember | Dezember | Dezember | Dezember | Dezember | Dezember | Dezember |
| Kw       | Mo       | Di       | Mi       | Do       | Fr       | Sa       | So       |
| -------- | -------- | -------- | -------- | -------- | -------- | -------- | -------- |
| 48       |          |          |          |          | 1        | 2        | 3        |
| 49       | 4        | 5        | 6        | 7        | 8        | 9        | 10       |
| 50       | 11       | 12       | 13       | 14       | 15       | 16       | 17       |
| 51       | 18       | 19       | 20       | 21       | 22       | 23       | 24       |
| 52       | 25       | 26       | 27       | 28       | 29       | 30       | 31       |

## Ereignisse

### Politik und Weltgeschehen

#### Russland / Schweden / Polen-Litauen

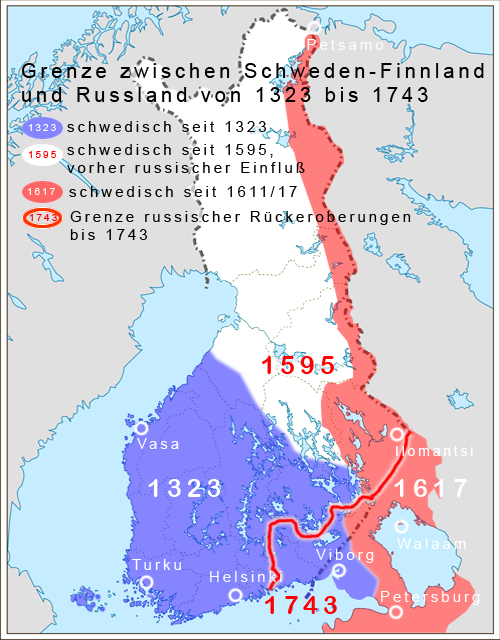
Durch den Frieden von Stolbowo erwirbt Schweden Karelien und Ingermanland (rot)

- 27. Februar: Der russische Zar Michael I. und der schwedische Heerführer Jakob De la Gardie schließen den Frieden von Stolbowo zur Beendigung des seit 1610 dauernden Ingermanländischen Krieges. Schweden erhält die Festung Schlüsselburg und weitere Festungen in der Provinz Ingermanland. Russland gewinnt Nowgorod zurück, bleibt aber künftig ohne direkten Zugang zur Ostsee.
- August: Der polnische König und Großfürst von Litauen Władysław IV. Wasa unternimmt einen letzten Versuch, seine Ansprüche auf den Moskauer Thron mit Waffengewalt durchzusetzen. Nachdem es ihm gelungen ist, beim Sejm die – allerdings nur unzureichende – Finanzierung eines Russlandfeldzuges durchzusetzen, bricht er im August von Warschau auf und erobert Dorogobusch und Wjasma.
- 22. Oktober: Im Dom zu Uppsala wird Gustav II. Adolf zum König von Schweden gekrönt. Er regiert bereits seit dem Jahr 1611 das Land.

#### Frankreich

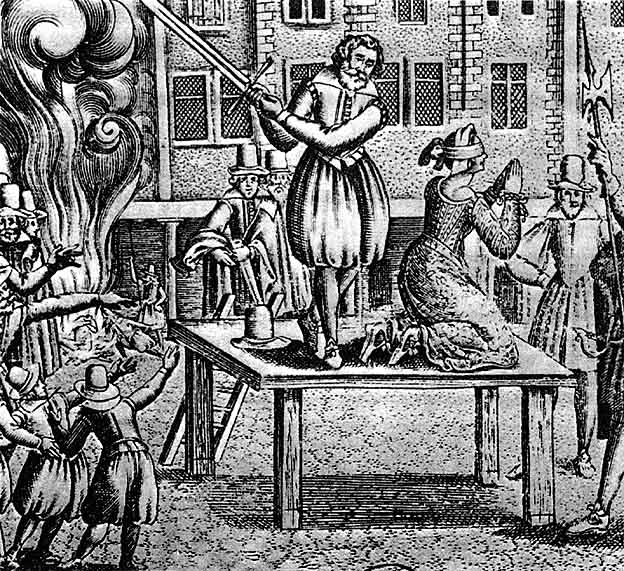
Enthauptung Leonora Galigaïs auf dem Place de Grève

Concino Concini, Marschall d’Ancre, der mächtigste Mann Frankreichs und Berater Maria de’ Medicis während ihrer Regentschaft für ihren Sohn Ludwig XIII., wird am 24. April von der Palastwache Ludwigs unter dem Befehl von Charles d’Albert, duc de Luynes verhaftet und getötet. Maria de’ Medici wird in die Verbannung nach Blois geschickt. Concinis Ehefrau, Marias Hofdame Leonora Galigaï, wird verhaftet und am 8. Juli wegen „Hexerei“ sowie „göttlicher und menschlicher Majestätsbeleidigung“ hingerichtet. König Ludwig XIII. übernimmt die Macht in Frankreich.

#### Weitere Ereignisse in Europa
- 06. Juni: Der Habsburger Erzherzog Ferdinand wird noch zu Lebzeiten seines Cousins Matthias zum König von Böhmen gewählt. Seine bald darauf eingeleiteten Maßnahmen zur Rekatholisierung Böhmens und das Einschränken von Rechten der Stände lösen Unmut aus, ein Ständeaufstand bahnt sich an.

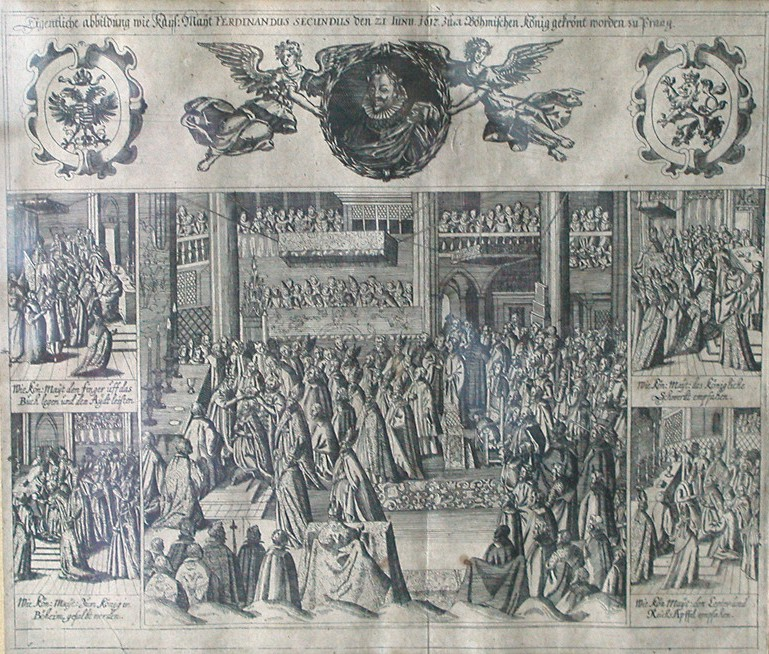
Krönung Ferdinands zum böhmischen König

- 29. Juni: Der Habsburger Ferdinand II. wird in Prag zum König von Böhmen gekrönt. Er ist ein Anhänger der Rekatholisierung und wird bald in Konflikte verwickelt, die zum Dreißigjährigen Krieg führen.
- 29. Juli: Im Oñate-Vertrag einigen sich die österreichische und die spanische Linie des Hauses Habsburg über Erbfolgefragen. Der Verzicht der spanischen Seite auf Ansprüche zu Ungarn und Böhmen wird durch Überlassen kleinerer Ländereien an sie ausgeglichen.
- 26. September: Mit dem Vertrag von Madrid wird der Friauler Krieg zwischen Ferdinand von Innerösterreich und der Republik Venedig beendet.
- 22. November: Sultan Ahmed I. stirbt im Alter von 27 Jahren an Typhus. Sein Bruder Mustafa I. folgt ihm auf den Thron des Osmanischen Reiches, da Ahmeds Sohn Osman zu diesem Zeitpunkt erst 13 Jahre alt ist.
- Christian IV., König von Dänemark und Norwegen sowie Herzog von Schleswig und Holstein gründet Glückstadt in Konkurrenz zu Hamburg. Mit dem Versprechen von Religionsfreiheit versucht er, die Menschen in der Umgebung dazu zu bewegen, sich in der neuen Festungsstadt niederzulassen.

### Wissenschaft

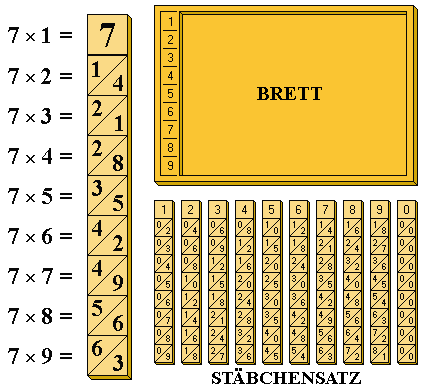
Napiersche Rechenstäbchen

Der schottische Mathematiker John Napier beschreibt in seinem Werk Rabdologiae seu numeratio per virgulas libri duo die Napierschen Rechenstäbchen, mit denen Multiplikationen und Divisionen vorgenommen werden können. Die Rechenstäbchen haben später entscheidenden Einfluss auf die Entwicklung der ersten Rechenmaschine.

### Kultur

#### Musik
- Heinrich Schütz wird Hofkapellmeister in Dresden.

#### Malerei

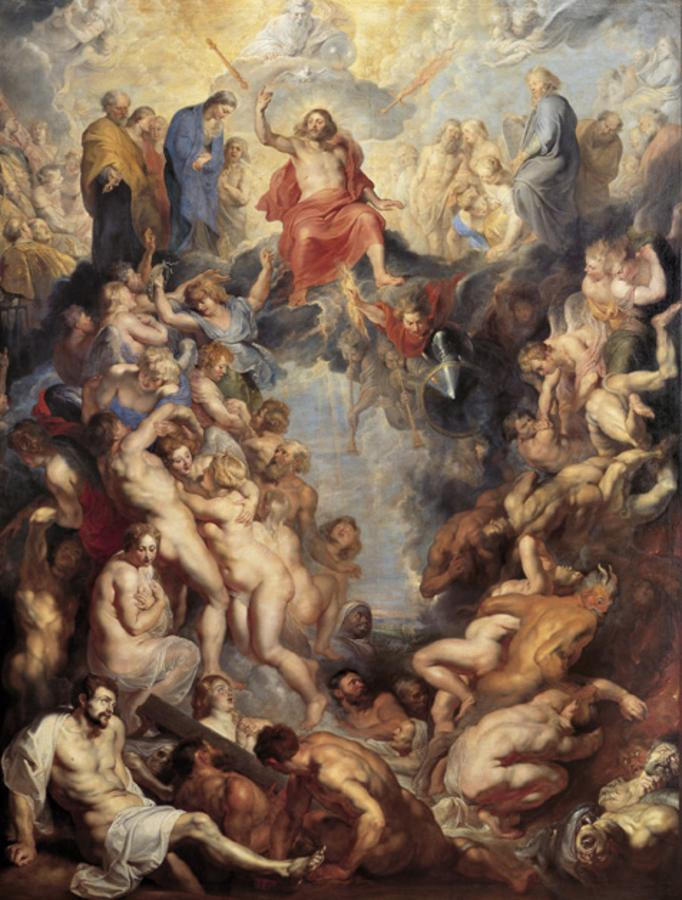
Das Große Jüngste Gericht

In der Werkstatt von Peter Paul Rubens wird das Ölgemälde Das Große Jüngste Gericht, eine Auftragsarbeit für Wolfgang Wilhelm von Pfalz-Neuburg, fertiggestellt. Es ist das Bild mit dem größten Format, das jemals von Rubens hergestellt worden ist. Die Leinwandbahnen sind mehrfach zusammengenäht. Vermutlich haben zehn bis zwanzig Künstler an dem Bild gearbeitet, die einzige Signatur auf dem Bild ist jedoch die von Rubens. Der Entwurf und die letzten Nuancen stammen vom Meister.

### Gesellschaft
- 05. Juli: In Flörsheim am Main werden die wegen angeblicher Hexerei verurteilten Jugendlichen Ela, Johann und Margreth Schad öffentlich verbrannt.
- 23. August: In London wird die erste Einbahnstraße eingerichtet.

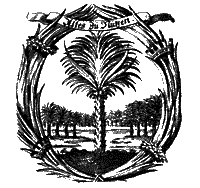
Die Kokospalme, Emblem der Fruchtbringenden Gesellschaft

Anlässlich des Begräbnisses der Herzogin Dorothea Maria von Sachsen-Weimar treffen sich am 24. August in Weimar Familienmitglieder und Freunde zu einem Trauermahl auf Schloss Hornstein. Als beim Tischgespräch das Thema auf Sprachgesellschaften im Ausland und das Fehlen eines deutschen Pendants kommt, regt Hofmarschall Kaspar von Teutleben die Gründung eines solchen Zirkels an. Spontan schließen sich Fürst Ludwig I. von Anhalt-Köthen und sein gleichnamiger Sohn, die drei Herzöge von Sachsen-Weimar, Friedrich, Johann Ernst d. J. und Wilhelm, sowie der Dessauer Hofmarschall Christoph von Krosigk und sein Bruder Bernhard von Krosigk dieser Idee an. Sie gründen noch am selben Tag die Fruchtbringende Gesellschaft. Fürst Ludwig wird noch am Gründungstag als erstes Oberhaupt erwählt.

### Katastrophen

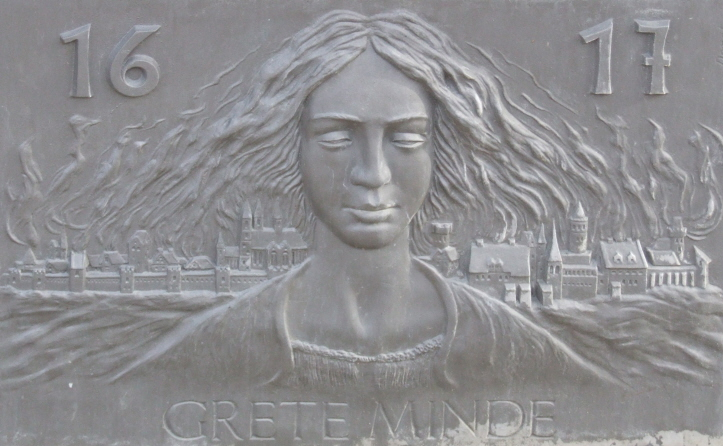
Darstellung der Grete Minde am Stadtbrunnen von Tangermünde

Die Innenstadt von Tangermünde brennt fast vollständig ab. Ein Mädchen namens Grete Minde soll den Brand gelegt haben. Sie wird dafür zum Tode verurteilt. Ihre Unschuld erweist sich später. Theodor Fontane greift den Vorgang in seinem Roman Grete Minde auf.

### Religion

#### Christentum

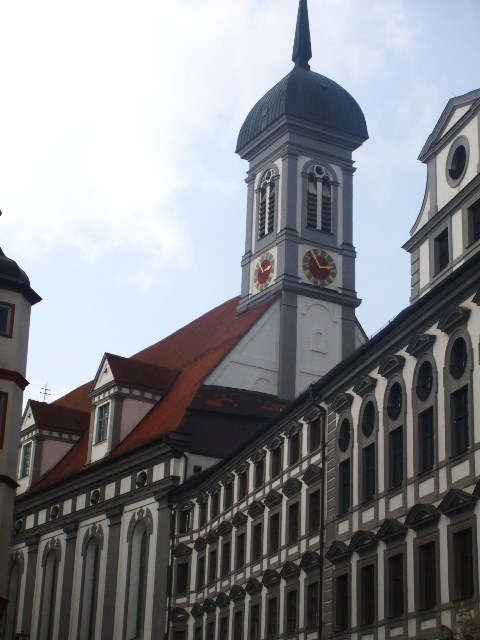
Studienkirche Mariä Himmelfahrt von Südosten

- 11. Juni: Die im Auftrag des Augsburger Fürstbischofs Heinrich V. von Knöringen vermutlich von Baumeister Hans Alberthal errichtete Studienkirche Mariä Himmelfahrt in Dillingen an der Donau wird zu Ehren der Himmelfahrt Mariens geweiht. Bereits am 15. Januar wurden die Glocken geweiht, die von Wolfgang Neidhardt in Augsburg gegossen worden sind.
- Der französische Priester Vinzenz von Paul gründet in der Pfarrei Châtillon-les-Dombes die katholische Frauengruppe Dames de la Charitè unter dem Motto der Karitas und legt damit die Grundlage für die neuzeitliche Caritas. Die karitative Gruppe versteht sich bewusst als eine Alternative zur strengen Klausur der Nonnen.

#### Shintoismus

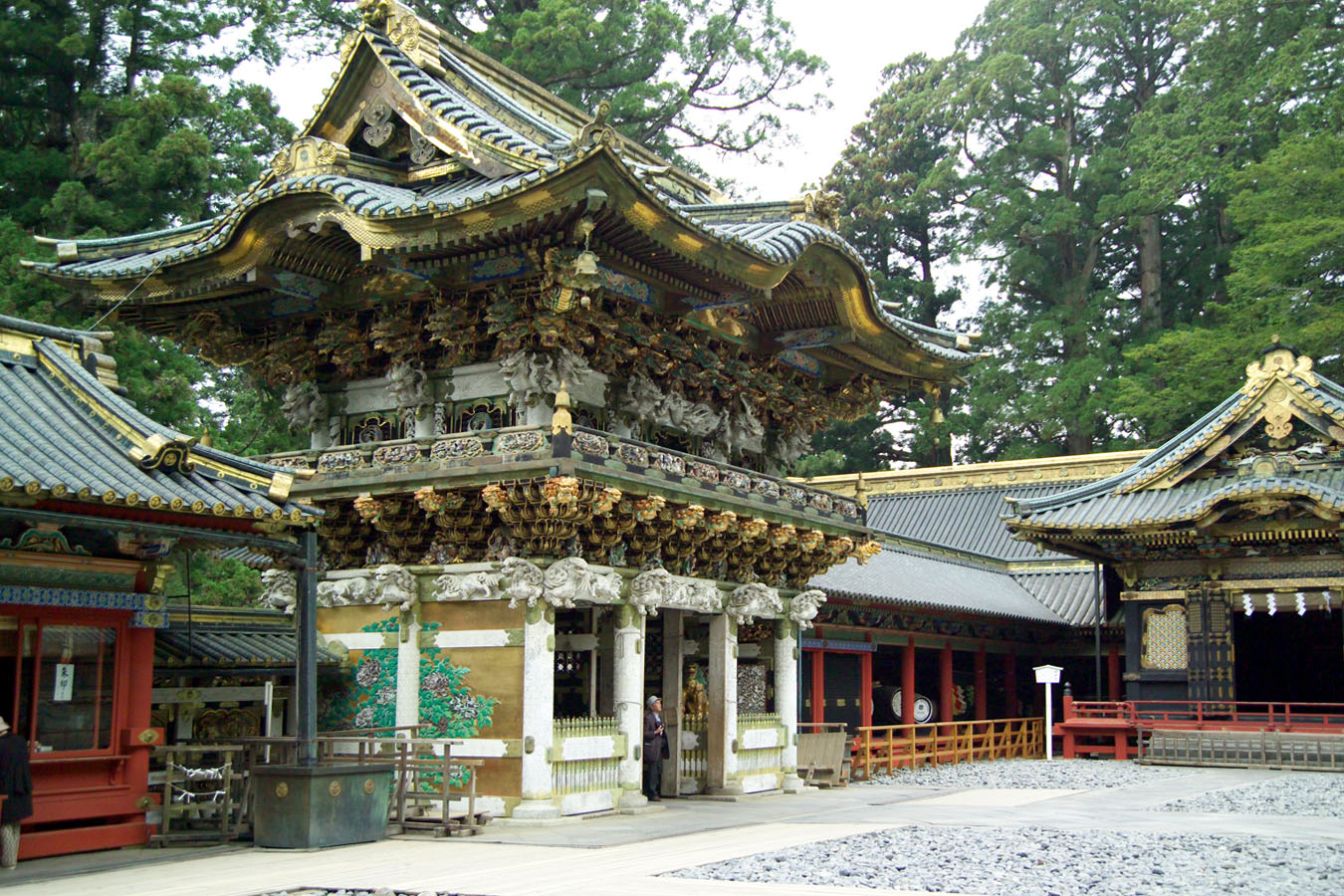
Nikkō Tōshō-gū, Yomeimon

Der Shintō-Schrein Nikkō Tōshō-gū in der japanischen Stadt Nikkō wird errichtet.

## Geboren

### Geburtsdatum gesichert
- 06. Januar: Christoffer von Gabel, holsteinischer Händler, dänischer Statthalter auf den Färöern und in Kopenhagen, Vertrauter von König Frederik III. († 1673)
- 19. Januar: Lucas Faydherbe, Brabanter Bildhauer und Architekt († 1697)
- 02. Februar: Isaac de Portau, französischer Musketier, Vorbild für die Figur Porthos in Alexandre Dumas’ Roman Die drei Musketiere († nach 1643)
- 20. Februar: Detlev von Ahlefeldt, dänischer Offizier, Diplomat und Schriftsteller († 1686)
- 21. Februar: Johann Heinrich von Dünewald, österreichischer Generalfeldmarschall der Kavallerie († 1691)
- 09. März: Johann Jakob Bodmer, Schweizer Buchdrucker, Dichter und Politiker († 1676)
- 03. April: Antimo Liberati, italienischer Musiktheoretiker, Sänger, Organist, Kapellmeister und Komponist († 1692)
- 09. Mai: Friedrich, Landgraf von Hessen-Eschwege († 1655)
- 23. Mai: Elias Ashmole, englischer Wissenschaftler, Rechtsanwalt, Alchemist und Historiker († 1692)
- 29. Mai: Anna Maria von Baden-Durlach, deutsche Dichterin und Malerin († 1672)
- 05. Juni: Pellegro Piola, italienischer Maler († 1640)
- 31. Juli: Johann Heinrich Ott, Schweizer evangelischer Geistlicher und Hochschullehrer († 1682)
- 10. August: Raban von Canstein, kurbrandenburgischer Geheimrat und Hofkammerpräsident († 1680)
- 13. August: Johann Andreas Quenstedt, deutscher lutherisch-orthodoxer Theologe († 1688)
- 13. September: Luise Charlotte von Brandenburg, Herzogin von Kurland († 1676)
- 28. September: Johann Christfried Sagittarius, deutscher Kirchenhistoriker und lutherischer Theologe († 1689)
- 29. September: Lothar Friedrich von Metternich-Burscheid, Erzbischof und Kurfürst von Mainz († 1675)
- 06. November: Leopoldo de Medici, italienischer Kardinal und Kunstsammler († 1675)
- 16. November: Friedrich VI., Markgraf von Baden-Durlach († 1677)
- 21. November: Tosa Mitsuoki, japanischer Maler († 1691)
- 04. Dezember: Evaristo Baschenis, italienischer Maler († 1677)
- 22. Dezember: Karl I. Ludwig, Kurfürst der Pfalz († 1680)
- 25. Dezember: Christian Hofmann von Hofmannswaldau, deutscher Schriftsteller († 1679)

### Genaues Geburtsdatum unbekannt
- Louis d’Anglure de Bourlemont, französischer Jurist, Diplomat und Erzbischof († 1697)
- David Lewis, walisischer Jesuit und katholischer Heiliger († 1679)

### Geboren um 1617
- Edmund Ludlow, englischer Parlamentarier und General († 1692)

## Gestorben

### Erstes Halbjahr
- 06. Januar: Dorothea von Dänemark, Herzogin von Braunschweig-Lüneburg (* 1546)
- 16. Januar: Wolf Dietrich von Raitenau, Fürsterzbischof von Salzburg (* 1559)
- 20. Januar: Fausto Veranzio, venezianischer Diplomat, Geistlicher, Universalgelehrter und Erfinder (* 1551)
- 28. Januar: Karl II., Herzog von Münsterberg und Oels (* 1545)
- 04. Februar: Louis Elsevier, niederländischer Verleger, Buchbinder und Buchhändler (* 1540)
- 11. Februar: Giovanni Antonio Magini, italienischer Astronom und Mathematiker (* 1555)
- 16. Februar: Caspar Ulenberg, deutscher katholischer Theologe, Bibelübersetzer, Dichter und Komponist (* 1548)
- 09. März: Alonso de Ribera de Pareja, spanischer Soldat und Gouverneur von Chile (* um 1560)
- 21. März: Pocahontas, Prinzessin der Virginia-Algonkin (* 1595)
- 04. April: John Napier, schottischer Mathematiker und Naturgelehrter (* 1550)
- 21. April: Andreas Osiander der Jüngere, deutscher lutherischer Theologe und Kirchenlieddichter (* 1562)
- 24. April: Concino Concini, französischer General und Marschall von Frankreich italienischer Herkunft (* um 1575)
- 30. April: Gesche Meiburg, Braunschweigische Bürgerin, half, die Stadt vor der Eroberung zu bewahren (* um 1581)
- 03. Mai: Aleixo de Menezes, Erzbischof von Goa, Erzbischof von Braga und spanischer Vizekönig von Portugal (* 1559)
- 04. Mai: Katharina von der Hoya, deutsche Adelige (* 1563)
- 04. Mai: Hilmar der Jüngere von Münchhausen, deutscher Adliger und Bauherr (* 1558)
- 07. Mai: David Fabricius, ostfriesischer Theologe, Amateurastronom und Kartograf (* 1564)
- 08. Mai: Zacharias Geizkofler, Reichspfennigmeister des Heiligen Römischen Reiches (* 1560)
- 31. Mai: Philipp Jakob Schröter, deutscher Mediziner (* 1553)
- 28. Juni: Steffen von Niederbergheim, Opfer der Hexenverfolgung in Hirschberg im Sauerland (* vor 1590)

### Zweites Halbjahr
- 06. Juli: Johann, Margreth und Ela Schad, Opfer der Hexenprozesse in Flörsheim im Bereich des Erzbistums Mainz (Johann, * um 1596; Margreth, * um 1598; Ela, * um 1600)
- 08. Juli: Leonora Galigaï, Ziehschwester und Hofdame Maria von Medicis am toskanischen und französischen Hof (* 1568)
- 13. Juli: Adam Wenzel, Herzog von Teschen (* 1574)
- 18. Juli: Dorothea Maria von Anhalt, Herzogin von Sachsen-Weimar (* 1574)
- 27. Juli: Kaspar Füger, deutscher Komponist und  Kreuzkantor (* 1562)
- 29. Juli: Katharina von Redern, böhmische Adelige (* 1553/1564)
- 07. August: Otto von Hessen-Kassel, Erbprinz von Hessen-Kassel (* 1594)
- 15. August: Christopher Newport, englischer Seefahrer und Pirat (* 1561)
- 18. August: Tarquinia Molza, italienische Musikerin und Dichterin (* 1542)
- 24. August: Rosa von Lima, spanisch-peruanische Mystikerin und Dominikaner-Terzianerin, Heilige der katholischen Kirche (* 1586)
- 30. August: Johann Jakob Grynaeus, Schweizer Theologe (* 1540)
- 13. September: Julius Echter von Mespelbrunn, Fürstbischof von Würzburg und Herzog in Franken (* 1545)
- 25. September: Go-Yōzei, 107. Kaiser von Japan (* 1571)
- 25. September: Francisco Suárez, spanischer Jesuit, Theologe und Philosoph (* 1548)
- 02. Oktober: Isaak Oliver, englischer Miniaturmaler (* um 1560)
- 19. Oktober: David Höschel, deutscher Humanist (* 1556)
- 05. November: Georg Ridinger, eigentlich Georg von Ridinger, deutscher Architekt und Baumeister (* 1568)
- 12. November: Nicolas de Neufville, französischer Diplomat und Politiker (* 1542)
- 17. November: Dorothea von Sachsen, 32. Äbtissin des Reichsstiftes von Quedlinburg (* 1591)
- 22. November: Ahmed I., Sultan des Osmanischen Reichs (* 1590)

### Genaues Todesdatum unbekannt
- Franciscus Aguilonius, belgischer Mathematiker und Physiker (* 1567)
- Charlotte de Beaune-Semblançay, comtesse de Sauve, französische Adelige, Mätresse des französischen Königs Heinrich IV. (* 1551)
- Barnabe Rich, englischer Schriftsteller (* um 1540)
- Margarethe Sievers, Opfer der Hexenprozesse in Verden (* 1601)
- Theodoricus Petri Ruutha, finnischer Komponist (* um 1560)
- Luis de Velasco y Castilla, spanischer Konquistador, Vizekönig von Neuspanien und Peru (* 1539)
- Yönten Gyatsho, mongolischer Adeliger, vierter Dalai Lama (* 1589)

### Gestorben um 1617
- Hans Ardüser, Schweizer Wandermaler, Schulmeister und Chronist (* 1557)